# Bindemekanismen i selvbinderen
Bindemekanismen i selvbinderen er en dansk dokumentarfilm fra 1954 instrueret af Erik Ole Olsen efter eget manuskript.

## Handling
I nærbilleder og detailoptagelser vises konstruktionen af tre hovedtyper af knytteapparater og deres funktion. Filmen gennemgår de almindelige fejl, som kan opstå i bindeapparatet, og hvorledes dette justeres.